# قسطنطين كاراثيودوري
كان قسطنطين كاراثيودوري (13 سبتمبر عام 1873 - 2 فبراير عام 1950) عالم رياضيات يوناني قضى جل حياته المهنية في ألمانيا. قدم مساهمات كبيرة في مجال تحليل الأعداد الحقيقية والعقدية، وحساب المتغيرات، ونظرية القياس. كذلك يعود إليه الفضل في وضع صياغة بديهية لعلم الديناميكا الحرارية. يعتبر كاراثيودوري واحدًا من أعظم علماء الرياضيات في عصره، وهو أشهر عالم رياضيات يوناني منذ العصور القديمة.

## الأصول
ولد قسطنطين كاراثيودوري في مدينة برلين لوالدين يونانيين في عام 1873. نشأ وترعرع في مدينة بروكسل. كان والده ستيفانوس يعمل محاميًا، وشغل منصب السفير العثماني في بلجيكا وسانت بطرسبرغ وبرلين. تنحدر والدته المدعوة ديسبينا (واسمها قبل الزواج بتروكوكينوس) من جزيرة خيوس. كانت عائلة كاراثيودوري التي يرجع أصلها إلى بوسنوخوري أو فيسا من العائلات المعروفة والمحترمة في مدينة القسطنطينية، وشغل أعضاؤها مناصب حكومية هامة.
قضت عائلة كاراثيودوري الفترة الممتدة من عام 1874 حتى عام 1875 في مدينة القسطنطينية التي عاش فيها جد قسطنطين من طرف والده، وذلك في الوقت الذي كان فيه والده ستيفانوس في إجازة. انتقلت العائلة بعدها إلى مدينة بروكسل حين عيِن ستيفانوس سفيرًا عثمانيًا في عام 1875. ولدت شقيقته الصغرى جوليا في بروكسل. كان عام 1879 عامًا مأساويًا بالنسبة للعائلة نظرًا لتوفي جد قسطنطين خلال ذاك العام، ولكن كان توفي والدة قسطنطين ديسبينا جراء إصابتها بذات الرئة في مدينة كان الأمر الأكثر مأساوية. تولت جدة قسطنطين من طرف والدته مهمة تربية قسطنطين وجوليا في منزل والدهما الكائن في بلجيكا. بادروا إلى توظيف خادمة ألمانية علمت الأطفال كيفية تحدث اللغة الألمانية. أضحى قسطنطين قادرًا على تحدث اللغتين الفرنسية واليونانية بحلول هذا الوقت.
باشر قسطنطين تعليمه المدرسي الرسمي في إحدى المدارس الخاصة في فاندرستوك في عام 1881. وترك المدرسة بعد مرور عامين، وقضى بعدها بعض الوقت مع والده في زيارة إلى برلين. كذلك قضى أشهر شتاء موسم 1883-1884 وموسم 1884-1885 في الريفييرا الإيطالية. التحق بمدرسة لغوية لمدة عام واحد عقب عودته إلى بروكسل في عام 1885. وهناك أصبح مهتمًا بالرياضيات للمرة الأولى. التحق بمدرسة أثينيوم إيكسل الملكية الثانوية في عام 1886، والتي درس فيها إلى حين تخرجه في عام 1891. فاز قسطنطين بجائزة أفضل طالب رياضيات في بلجيكا لمرتين اثنين خلال فترة تواجده في هذه المدرسة.
باشر كاراثيودوري التدرب ليغدو مهندسًا عسكريًا خلال هذه المرحلة. التحق بالمدرسة العسكرية البلجيكية خلال الفترة الممتدة من شهر أكتوبر عام 1891 حتى شهر مايو 1895. كذلك درس في المدرسة التطبيقية خلال الفترة الممتدة من عام 1893 حتى عام 1896. اندلعت حرب بين الدولة العثمانية واليونان في عام 1897. أدى ذلك إلى وضع كاراثيودوري في موقف عويص نتيجة انحيازه إلى اليونان، وذلك رغم أن والده خدم في الحكومة العثمانية. عرِض عليه العمل لدى هيئة الخدمات الاستعمارية البريطانية نظرًا لكونه مهندسًا مؤهلًا. أخذه عمله إلى مصر حيث عمل على بناء سد أسيوط حتى شهر أبريل من عام 1900. درس الرياضيات من بعض الكتب الدراسية التي كانت بحوزته على غرار كتاب نهج التحليل لكامي جوردان وكتاب سالمون حول الهندسة التحليلية للمقاطع المخروطية، وذلك خلال الفترات التي توقفت فيها أعمال البناء بفعل الفيضانات. كذلك زار هرم خوفو وأجرى مجموعة من القياسات التي سجلها ونشرها في عام 1901. كذلك نشر كتابًا احتوى على معلومات غزيرة عن تاريخ وجغرافيا مصر خلال نفس السنة.

## الدراسات والمسيرة الجامعية
درس كاراثيودوري الهندسة في الأكاديمية الملكية العسكرية في بلجيكا. واعتُبر من الطلبة المتميزين بشخصيتهم الجذابة واللامعة.

### المسيرة الجامعية
- عام 1900: درس في جامعة برلين.
- عام 1902: تخرج من جامعة غوتينغن (حاصلًا على شهادة دكتوراه في عام 1904، وشهادة تأهل لدرجة الأستاذية في عام 1905).
- عام 1908: عمل محاضرًا في جامعة بون.
- عام 1909: عين أستاذًا عاديًا في مدرسة هانوفر التقنية الثانوية.
- عام 1910: عين أستاذًا عاديًا في مدرسة فروتسواف التقنية الثانوية.
- عام 1913: عين أستاذًا في جامعة غوتينغن بعد تعيين كلاين.
- عام 1919: عمل أستاذًا في جامعة برلين.
- عام 1919: انتخب عضوًا في الأكاديمية البروسية للعلوم.
- عام 1920: عين عميدًا في جامعة سميرنا الأيونية (التي أصبحت تعرف بجامعة إيجة في ما بعد).
- عام 1922: عمل أستاذًا في جامعة أثينا.
- عام 1922: عمل أستاذًا في معهد أثينا للتقنيات المتعددة.
- عام 1924: عين أستاذًا في جامعة ميونخ بعد تعيين ليندمان.
- عام 1938: تقاعد من الأستاذية، وواصل العمل في الأكاديمية البافارية للعلوم.

### طلاب الدكتوراه
تولى كاراثيودوري الإشراف على نحو 20 طالب دكتوراه. كان من جملتهم هانز راديماخر المعروف بعمله في مجالي التحليل الرياضي ونظرية الأعداد، وبول فينسلر الذي يرجع إليه الفضل في إنشاء فضاء فينسلر.

### الصلات الأكاديمية في ألمانيا
كان لدى كاراثيودوري العديد من الصلات الأكاديمية في ألمانيا والتي ضمت أسماءً شهيرة مثل هيرمان مينكوفسكي وديفيد هيلبرت وفيليكس كلاين وألبرت أينشتاين وإدموند لاندو وهيرمان أماندوس شفارتس وليبوت فايير. عمل بيرون وتيتزه كمساعديه المقربين في الأكاديمية البافارية للعلوم خلال فترة الحرب العالمية الثانية المليئة بالصعاب.
بادر أينشتاين -الذي كان حينذاك عضوًا في الأكاديمية البروسية للعلوم ببرلين- إلى التواصل مع كاراثيودوري في الوقت الذي كان فيه الأول في خضم عمله على نظرية النسبية العامة. طلب منه أينشتاين الحصول على توضيحات حول معادلة هاملتون-جاكوبي والتحويلات القانونية. إذ أراد رؤية اشتقاق مقبول للمعادلات المذكورة وشرح أصول التحويلات سالفة الذكر. وصف أينشتاين اشتقاق كاراثيودوري بـ«الجميل»، وأوصى بنشره في دورية حوليات الفيزياء. استعمل أينشتاين الاشتقاق في ورقة بحثية نشرها تحت عنوان «حول نظرية سومرفيلد وإبشتاين الكمومية» في عام 1917. شرح كاراثيودوري بعض التفاصيل الأساسية للتحولات القانونية، وأحال أينشتاين إلى كتاب الديناميكا التحليلية لإدموند تايلور ويتاكر. كان أينشتاين يسعى إلى حل مسألة «الخطوط الزمنية المغلقة» أو الخطوط الجيوديسية المقابلة للمسار الذي يسلكه الضوء والجسيمات الحرة في كون ثابت، والتي استعرضها في عام 1917.
شجعه كل من لاندو وشفارتس على مواصلة اهتمامه في دراسة التحليل العقدي.

### الصلات الأكاديمية في اليونان
ظل كاراثيودوري على صلة وثيقة بالعالم الأكاديمي اليوناني خلال فترة تواجده في ألمانيا. أمكن العثور على معلومات مفصلة حول ذلك في كتاب جورجيادو. شارك في عملية إعادة تنظيم الجامعات اليونانية بصورة مباشرة. كانت تربطه علاقة صداقة وزمالة عمل وثيقة مع نيكولاوس كريتيكوس في أثينا، والذي حضر محاضراته في جامعة غوتينغن ورافقه إلى جامعة سميرنا في ما بعد ليغدو بعدها أستاذًا في معهد أثينا للتقنيات المتعددة. ساعد كريتيكوس وكاراثيودوري عالم الطوبولوجيا اليوناني خريستوس باباكيرياكوبولوس في الحصول على درجة الدكتوراه في الطوبولوجيا من جامعة أثينا في عام 1943 في ظل ظروف بالغة الصعوبة. كان لدى كاراثيودوري خلال فترة تدريسه في جامعة أثينا طالب جامعي يدعى إيفانجيلوس ستاماتيس، والذي حقق في ما بعد تفوقًا كبيرًا كباحث متخصص بالكلاسيكيات الرياضية الإغريقية.

## الأعمال

### المجال التاريخي
بادر كاراثيودوري إلى تحرير مجلدين من الأعمال الكاملة لأويلر في حساب المتغيرات إبان الحرب العالمية الثانية، ورفعها للنشر في عام 1946.